# Мелинао, Педро
Мелинао, также известный как Педро Мелинао (ок. 1790 — 27 июня 1863) — вождь мапуче в Аргентине. Он был индейским вождем области Брагадо, в центре провинции Буэнос-Айрес, и участвовал в основании трех городов.

## Биография
Сын арауканского вождя Мелипана из Чили, который сражался в Чилийской войне занезависимость в 1810-х годах, и брат вождя Венансио Коньоепана. Он участвовал в чилийской войне за независимость на стороне сторонников независимости и сражался в сражениях при Насимьенто и Биобио под командованием офицера Анхеля Пачеко. Позднее он служил под командованием Мануэля Бульнеса.
Когда братья Пинчейра бежали в Аргентину, чилийское правительство поручило их преследование нескольким местным вождям, включая Мелипана и Мелинао. Они пересекли Анды и в течение нескольких лет преследовали лидеров роялистов, сумев привести их в Мелинкуэ в провинции Санта-Фе. В 1822 году с девятьюстами индейцами-копейщиками и эскадроном чилийских кирасиров под командованием Хуана де Диоса Монтеро они атаковали бороано в Салинас-Грандес и Гуамини. Там они предложили свои услуги полковнику Рамону Эстомбе, которого сопровождали при основании Аргентинской защитной крепости, нынешнего города Баия-Бланка, и были включены по инициативе команующего Хуана Мануэля де Росаса и указу губернатора Мануэля Доррего в качестве «дружественных индейцев» на службу провинции Буэнос-Айрес.
Когда они находились недалеко от Баия-Бланки, на них напали Пинчейра, которые разграбили их палатки и стали причиной смерти Мелипана в апреле 1827 года. В ответ Коньюепан и Мелинао отправились в Мамуил-Мапу — Центральную Пампу — преследуя Пинчейра и разбив их в мае 1828 года вдоль реки Чадилеуву. Все еще находясь под командованием своего брата Коньюэпана, хотя постепенно становясь независимым от него, он вошел в состав местного гарнизона Баия-Бланки. Он принимал участие в кампании «Росаса в пустыне» . Эти вожди арауканов имели хорошие отношения и поддерживали регулярную переписку с вождем теуэльче Чокори.
Когда в 1836 году индейцы вождя Коньюепана подверглись нападению и были истреблены Кальфукурой около Баия-Бланки в двух нападениях, что привело к большому числу смертей, в том числе и Коньюепана, его брат Коллинао продолжил выполнять приказы правительства Буэнос-Айреса. Мелинао был взят в плен и насильно включен вместе со своими копейщиками в состав войск Кальфукуры, но почти год спустя он был освобожден и вернулся в Баия-Бланку, где отдал себя под командование полковника Мартиниано Родригеса, с которым он участвовал в двух кампаниях против мелких мятежных вождей. После смерти полковника Родригеса в 1841 году воины Малинао перешли под командование Хуана Агилеры, который переселил их в Тандиль, а затем в Асуль.
В 1845 году индейцы Мелинао снова перевели, на этот раз в Брагадо, где они участвовали в возведении форта и создании города . Всего год спустя ему разрешили перевезти семью из Асула в Брагадо, где Мелинао поселился на постоянной основе. Ему пришлось участвовать в походе против племени ранкель и в октябре 1851 года отразить нападение неизвестного коренного народа, предположительно также ранкель. Их мобилизовали для участия в битве при Касеросе, но нет уверенности, что они действительно там сражались. Малинао входил в составе сил, осаждавших Буэнос-Айрес под командованием Иларио Лагоса.
В феврале 1854 года вождь Коллинао умер в Брагадо, и Мелинао принял на себя полное руководство арауканскими «дружественными индейцами» этого региона. В этом качестве он в следующем году принял участие в походе в Сьерра-Чика, в ходе которого все его участники — индейцы и «христиане» — были разбиты Кальфукурой, который в любом случае не сумел воспользоваться этой возможностью. Индейцы Малинао, служившие под командованием полковника Лауреано Диаса, были оставлены им при преждевременном отступлении и насильно включены в войска Кальфукуры, что стало поводом для прессы Буэнос-Айреса воспользоваться, чтобы очернить всех коренных жителей в целом, включая очень лояльных индейцев Мелинао, которые смогли освободиться от Кальфукуры и вернуться, чтобы поселиться в Брагадо.
Он участвовал в битве при Сепеде в 1859 году в рядах армии государства Буэнос-Айрес. Затем он подал прошение об отставке с военной службы и получил поместье, где он мог бы жить со своей семьей, в то время как командование дружественными индейцами перешло бы к его сыну Рамону Луису Мелинао. Ему предоставили разрешение на проживание рядом с лагуной Барранкоса, в нынешнем городе Оласкоага, где до сих пор проживает община мапуче. Под командованием его сына арауканские копейщики сражались в битве при Павоне в 1861 году и обороне Брагадо от атак войск Кальфукуры.
Педро Мелинао умер после непродолжительной болезни в палатках Оласкоага 27 июня 1863 года. Его уланы, в общей сложности чуть менее сотни человек, остались под командованием его сына Рамона Луиса Мелинао (? — 1866). Однако в рамках военной структуры они были переданы в подчинение начальнику Раилефу по просьбе полковника Хулио де Ведии. Как и Педро Мелинао, Раилеф много лет служил в армии провинции Буэнос-Айрес, и, с другой стороны, у него было гораздо больше улан, чем пятьдесят человек Мелинао. Войска Раилефа и Мелинао были использованы Хулио де Ведией для продвижения границы и основания города Нуэве-де-Хулио. А затем он попытался привлечь всех коренных жителей к новому фонду.
И Райлеф, и Мелинао жаловались: если они хотят жить хорошо и развиваться, они не могут постоянно менять место жительства, когда того захочет дежурный генерал. Это привело к ожесточенной словесной перепалке с Хулио де Ведией, который, тем не менее, потребовал предоставить форму и оружие всем индийским солдатам; Вскоре после этого Ведия отправился на Парагвайскую войну с большинством своих «белых» людей, а Рамон Луис Мелинао остался в Брагадо, где и умер от болезни в декабре 1866 года. Ему наследовал его сын Педро Мелинао (1847—1916), который в конце жизни являлся лишь владельцем ранчо с индейской фамилией.